# Allium gorumsense
Allium gorumsense — вид трав'янистих рослин родини амарилісові (Amaryllidaceae), ендемік Туреччини.

## Поширення
Ендемік пд.-цн. Туреччини (Адана).